# شون رووي
شون رووي (بالإنجليزية: Sean Rowe)‏ هو مغني وعازف قيثارة ومغن مؤلف أمريكي، ولد في 16 فبراير 1975 في تروي في الولايات المتحدة.

## وصلات خارجية
- الموقع الرسمي